# Classificació de la Copa del Món de futbol 2006-CAF Segona Ronda
La Segona Ronda de la classificació de la Copa del Món de futbol 2006 de la CAF començà el 5 de juny de 2004 i finalitzà el 8 d'octubre de 2005. El primer equip de cada grup es classificà per la Copa del Món de futbol de 2006. A més, els tres primers es classificaren per la Copa d'Àfrica de Nacions 2006.

## Grup 1

### Classificació
Error de Lua a Mòdul:Sports_table/sub a la línia 10: attempt to concatenate local 'text' (a nil value).

### Partits
| Zàmbia      | 1–0    | Togo |
| ----------- | ------ | ---- |
| Mulenga 11' | Report |      |

| Senegal                     | 2–0    | Congo |
| --------------------------- | ------ | ----- |
| Diatta 59' · M. N'Diaye 77' | Report |       |

| Libèria  | 1–0    | Mali |
| -------- | ------ | ---- |
| Kieh 85' | Report |      |

| Mali        | 1–1      | Zàmbia      |
| ----------- | -------- | ----------- |
| Kanouté 80' | (Report) | Milanzi 25' |

| Congo                                         | 3–0      | Libèria |
| --------------------------------------------- | -------- | ------- |
| Bouanga 52' · Mamouna-Ossila 55' · Batota 66' | (Report) |         |

| Togo                           | 3–1      | Senegal        |
| ------------------------------ | -------- | -------------- |
| Adebayor 30' · Sènaya 76', 85' | (Report) | Bouba Diop 81' |

| Senegal   | 1–0      | Zàmbia |
| --------- | -------- | ------ |
| Gueye 21' | (Report) |        |

| Congo              | 1–0      | Mali |
| ------------------ | -------- | ---- |
| Mamouna-Ossila 30' | (Report) |      |

| Libèria | 0–0      | Togo |
| ------- | -------- | ---- |
|         | (Report) |      |

| Zàmbia       | 1–0      | Libèria |
| ------------ | -------- | ------- |
| Bwalya 90+1' | (Report) |         |

| Togo              | 2–0      | Congo |
| ----------------- | -------- | ----- |
| Adebayor 37', 80' | (Report) |       |

| Mali                    | 2–2      | Senegal              |
| ----------------------- | -------- | -------------------- |
| Diallo 4' · Kanouté 54' | (Report) | Camara 45' · Dia 84' |

| Congo                            | 2–3      | Zàmbia               |
| -------------------------------- | -------- | -------------------- |
| Bouanga 75' · Mamouna-Ossila 81' | (Report) | Mbesuma 2', 37', 65' |

| Togo         | 1–0      | Mali |
| ------------ | -------- | ---- |
| Adebayor 23' | (Report) |      |

| Libèria | 0–3      | Senegal                          |
| ------- | -------- | -------------------------------- |
|         | (Report) | Bouba Diop 41' · Camara 50', 73' |

| Zàmbia                | 2–0      | Congo |
| --------------------- | -------- | ----- |
| Tana 1' · Mbesuma 44' | (Report) |       |

| Senegal                                                                     | 6–1      | Libèria   |
| --------------------------------------------------------------------------- | -------- | --------- |
| Fadiga 19' · Diouf 45' (pen.), 84' · Faye 56' · Camara 72' · M. N'Diaye 75' | (Report) | Tondo 86' |

| Mali          | 1–2      | Togo                      |
| ------------- | -------- | ------------------------- |
| Coulibaly 12' | (Report) | Salifou 78' · Mamam 90+1' |

El gol en l'últim minut de Togo, que va eliminar Mali de la competició, va enfadar la multitud, que va provocar un avalot als carrers de Bamako.
| Togo                                                  | 4–1      | Zàmbia       |
| ----------------------------------------------------- | -------- | ------------ |
| Adebayor 14', 90+4' · Mamam 45+2' · Mohamed Kader 61' | (Report) | Kampamba 15' |

| Congo | 0–0      | Senegal |
| ----- | -------- | ------- |
|       | (Report) |         |

| Mali                                                             | 4–1      | Libèria |
| ---------------------------------------------------------------- | -------- | ------- |
| D. Coulibaly 7' (pen.), 34' · Diamoutene 48' (pen.) · Diarra 75' | (Report) | Toe 54' |

| Zàmbia                   | 2–1      | Mali          |
| ------------------------ | -------- | ------------- |
| Chalwe 26' · Mbesuma 85' | (Report) | Coulibaly 73' |

| Senegal                | 2–2      | Togo                       |
| ---------------------- | -------- | -------------------------- |
| Niang 15' · Camara 30' | (Report) | Olufadé 11' · Adebayor 71' |

| Libèria | 0–2      | Congo          |
| ------- | -------- | -------------- |
|         | (Report) | Bhebey 3', 73' |

| Zàmbia | 0–1      | Senegal   |
| ------ | -------- | --------- |
|        | (Report) | Diouf 57' |

| Mali                    | 2–0      | Congo |
| ----------------------- | -------- | ----- |
| Demba 48' · Sissoko 51' | (Report) |       |

| Togo                            | 3–0      | Libèria |
| ------------------------------- | -------- | ------- |
| Adebayor 52', 90+3' · Mamam 69' | (Report) |         |

| Libèria | 0–5      | Zàmbia                                        |
| ------- | -------- | --------------------------------------------- |
|         | (Report) | Lwipa 50', 82' · Mweetwa 51', 63' · Numba 61' |

Per motius de seguretat relacionades amb les eleccions al país, el partit es disputà a porta tancada.
| Senegal                     | 3–0      | Mali |
| --------------------------- | -------- | ---- |
| Camara 18', 65' · Diouf 23' | (Report) |      |

| Congo                           | 2–3      | Togo                          |
| ------------------------------- | -------- | ----------------------------- |
| Bouity 26' · Mamouna-Ossila 56' | (Report) | Adebayor 40' · Kader 60', 70' |

## Grup 2

### Classificació
Error de Lua a Mòdul:Sports_table/sub a la línia 10: attempt to concatenate local 'text' (a nil value).

### Partits
| Sud-àfrica        | 2–1    | Cap Verd    |
| ----------------- | ------ | ----------- |
| Mabizela 40', 68' | Report | Janício 73' |

| Burkina Faso | 1–0    | Ghana |
| ------------ | ------ | ----- |
| Zongo 79'    | Report |       |

| Uganda      | 1–0    | República Democràtica del Congo |
| ----------- | ------ | ------------------------------- |
| Sekagya 75' | Report |                                 |

| Cap Verd | 1–0    | Uganda |
| -------- | ------ | ------ |
| Cafú 42' | Report |        |

| Ghana                         | 3–0    | Sud-àfrica |
| ----------------------------- | ------ | ---------- |
| Muntari 13' · Appiah 55', 78' | Report |            |

| República Democràtica del Congo              | 3–2    | Burkina Faso           |
| -------------------------------------------- | ------ | ---------------------- |
| Mbayo 12' · Biscotte 75' · Bageta 88' (pen.) | Report | Touré 26' · Dagano 85' |

| Sud-àfrica                 | 2–0    | Burkina Faso |
| -------------------------- | ------ | ------------ |
| Pienaar 14' · Bartlett 42' | Report |              |

| Cap Verd    | 1–1    | República Democràtica del Congo |
| ----------- | ------ | ------------------------------- |
| Modeste 26' | Report | Kaluyituka 1'                   |

| Uganda     | 1–1    | Ghana    |
| ---------- | ------ | -------- |
| Obua 45+1' | Report | Gyan 88' |

| Burkina Faso             | 2–0    | Uganda |
| ------------------------ | ------ | ------ |
| Dagano 34' · Nikiema 79' | Report |        |

| Ghana                                | 2–0    | Cap Verd |
| ------------------------------------ | ------ | -------- |
| Essien 24' (pen.) · Veiga 62' (p.p.) | Report |          |

| República Democràtica del Congo | 1–0    | Sud-àfrica |
| ------------------------------- | ------ | ---------- |
| Musasa 86'                      | Report |            |

| Cap Verd | 1–0    | Burkina Faso |
| -------- | ------ | ------------ |
| Cafú 2'  | Report |              |

| Ghana | 0–0    | República Democràtica del Congo |
| ----- | ------ | ------------------------------- |
|       | Report |                                 |

| Uganda | 0–1    | Sud-àfrica          |
| ------ | ------ | ------------------- |
|        | Report | McCarthy 68' (pen.) |

| Sud-àfrica                       | 2–1    | Uganda          |
| -------------------------------- | ------ | --------------- |
| Fortune 21' (pen.) · Pienaar 71' | Report | Obua 63' (pen.) |

| Burkina Faso | 1–2    | Cap Verd      |
| ------------ | ------ | ------------- |
| Dagano 71'   | Report | Caló 48', 87' |

| República Democràtica del Congo | 1–1    | Ghana    |
| ------------------------------- | ------ | -------- |
| Nonda 50'                       | Report | Gyan 30' |

| Cap Verd | 1–2    | Sud-àfrica                 |
| -------- | ------ | -------------------------- |
| Cafú 77' | Report | McCarthy 10' · Buckley 12' |

| Ghana                  | 2–1    | Burkina Faso |
| ---------------------- | ------ | ------------ |
| Appiah 66' · Amoah 83' | Report | Dagano 30'   |

| República Democràtica del Congo                  | 4–0    | Uganda |
| ------------------------------------------------ | ------ | ------ |
| Nonda 2', 69' (pen.) · Ilongo 58' · Matumona 78' | Report |        |

| Sud-àfrica | 0–2    | Ghana                  |
| ---------- | ------ | ---------------------- |
|            | Report | Amoah 59' · Essien 91' |

| Uganda         | 1–0    | Cap Verd |
| -------------- | ------ | -------- |
| Sserunkuma 36' | Report |          |

| Burkina Faso                   | 2–0    | República Democràtica del Congo |
| ------------------------------ | ------ | ------------------------------- |
| Panandétiguiri 3' · Dagano 68' | Report |                                 |

| Burkina Faso              | 3–1    | Sud-àfrica |
| ------------------------- | ------ | ---------- |
| Cissé 32', 47' · Kébé 39' | Report | Zuma 75'   |

| República Democràtica del Congo | 2–1    | Cap Verd |
| ------------------------------- | ------ | -------- |
| Kitambala 21' · Mputu 49'       | Report | Caló 24' |

| Ghana                  | 2–0    | Uganda |
| ---------------------- | ------ | ------ |
| Essien 10' · Amoah 15' | Report |        |

| Cap Verd | 0–4    | Ghana                                                     |
| -------- | ------ | --------------------------------------------------------- |
|          | Report | Asamoah Frimpong 5' · Muntari 35' · Gyan 75' · Attram 87' |

| Sud-àfrica   | 2–2    | República Democràtica del Congo |
| ------------ | ------ | ------------------------------- |
| Zuma 5', 52' | Report | Mputu 11' · Nonda 44'           |

| Uganda                             | 2–2    | Burkina Faso           |
| ---------------------------------- | ------ | ---------------------- |
| Masaba 30' (pen.) · Sserunkuma 71' | Report | Kébé 15' · Rouamba 75' |

## Grup 3

### Classificació
Error de Lua a Mòdul:Sports_table/sub a la línia 10: attempt to concatenate local 'text' (a nil value).

### Partits
| Camerun              | 2–1      | Benín           |
| -------------------- | -------- | --------------- |
| Eto'o 42' · Song 45' | (Report) | S. Tchomogo 11' |

| Costa d'Ivori                   | 2–0      | Líbia |
| ------------------------------- | -------- | ----- |
| Dindane 35' · Drogba 63' (pen.) | (Report) |       |

| Sudan | 0–3      | Egipte                                  |
| ----- | -------- | --------------------------------------- |
|       | (Report) | Ali 6' · Aboutrika 53' · Abdelwahab 88' |

| Líbia | 0–0      | Camerun |
| ----- | -------- | ------- |
|       | (Report) |         |

| Benín        | 1–1      | Sudan              |
| ------------ | -------- | ------------------ |
| Ogunbiyi 30' | (Report) | Amar Ramadan 45+2' |

| Egipte        | 1–2      | Costa d'Ivori            |
| ------------- | -------- | ------------------------ |
| Aboutrika 55' | (Report) | Dindane 22' · Drogba 75' |

| Sudan | 0–1      | Líbia      |
| ----- | -------- | ---------- |
|       | (Report) | Kara 90+3' |

| Camerun                   | 2–0      | Costa d'Ivori |
| ------------------------- | -------- | ------------- |
| Eto'o 80' · Feutchine 82' | (Report) |               |

| Benín                                              | 3–3      | Egipte                                   |
| -------------------------------------------------- | -------- | ---------------------------------------- |
| O. Tchomogo 8' (pen.) · Ahouéya 46' · Ogunbiyi 68' | (Report) | Hassan 66' · Aboutrika 75' · Mostafa 80' |

| Líbia                                                  | 4–1      | Benín      |
| ------------------------------------------------------ | -------- | ---------- |
| Al Shibani 9' · Kara 47' · A. Osman 51' · Al Ramly 70' | (Report) | Osseni 12' |

| Costa d'Ivori                                                   | 5–0      | Sudan |
| --------------------------------------------------------------- | -------- | ----- |
| Drogba 12' (pen.) · Dindane 15', 64' · Yapi Yapo 25' · Koné 56' | (Report) |       |

| Egipte                                   | 3–2      | Camerun                |
| ---------------------------------------- | -------- | ---------------------- |
| Shawky 45' · Hassan 74' · T. El-Said 86' | (Report) | Tchato 88' · Eto'o 89' |

| Líbia                   | 2–1      | Egipte   |
| ----------------------- | -------- | -------- |
| Kara 31' · A. Osman 85' | (Report) | Zaki 57' |

| Sudan    | 1–1      | Camerun   |
| -------- | -------- | --------- |
| Agab 17' | (Report) | Job 90+2' |

| Benín | 0–1      | Costa d'Ivori |
| ----- | -------- | ------------- |
|       | (Report) | Dindane 48'   |

| Camerun               | 2–1      | Sudan      |
| --------------------- | -------- | ---------- |
| Geremi 34' · Webó 90' | (Report) | Tambal 41' |

| Costa d'Ivori              | 3–0      | Benín |
| -------------------------- | -------- | ----- |
| Kalou 7' · Drogba 19', 59' | (Report) |       |

| Egipte                                  | 4–1      | Líbia       |
| --------------------------------------- | -------- | ----------- |
| Mido 55' · Moteab 56', 81' · Hassan 76' | (Report) | Ferjani 50' |

| Líbia | 0–0      | Costa d'Ivori |
| ----- | -------- | ------------- |
|       | (Report) |               |

| Benín       | 1–4      | Camerun                                      |
| ----------- | -------- | -------------------------------------------- |
| Agbessi 81' | (Report) | Song 19' · Webó 51' · Geremi 64' · Eto'o 69' |

| Egipte                                                         | 6–1      | Sudan      |
| -------------------------------------------------------------- | -------- | ---------- |
| Ali 8', 31' · Zaki 28', 50' · T. El-Said 86' · Abdel Malek 71' | (Report) | Tambal 83' |

| Camerun  | 1–0      | Líbia |
| -------- | -------- | ----- |
| Webó 37' | (Report) |       |

| Costa d'Ivori   | 2–0      | Egipte |
| --------------- | -------- | ------ |
| Drogba 41', 49' | (Report) |        |

| Sudan      | 1–0      | Benín |
| ---------- | -------- | ----- |
| Tambal 20' | (Report) |       |

| Líbia | 0–0      | Sudan |
| ----- | -------- | ----- |
|       | (Report) |       |

| Costa d'Ivori   | 2–3      | Camerun              |
| --------------- | -------- | -------------------- |
| Drogba 38', 47' | (Report) | Webó 30', 45+2', 85' |

| Egipte                        | 4–1      | Benín         |
| ----------------------------- | -------- | ------------- |
| Zaki 12', 15', 84' · Mido 71' | (Report) | Sessègnon 60' |

| Camerun    | 1–1      | Egipte     |
| ---------- | -------- | ---------- |
| Douala 20' | (Report) | Shawky 79' |

| Sudan      | 1–3      | Costa d'Ivori                |
| ---------- | -------- | ---------------------------- |
| Tambal 89' | (Report) | Akalé 22' · Dindane 51', 73' |

| Benín         | 1–0      | Líbia |
| ------------- | -------- | ----- |
| R. Chitou 60' | (Report) |       |

## Grup 4

### Classificació
Error de Lua a Mòdul:Sports_table/sub a la línia 10: attempt to concatenate local 'text' (a nil value).

### Partits
| Gabon         | 1–1      | Zimbàbue     |
| ------------- | -------- | ------------ |
| T. Nguema 52' | (Report) | Kaondera 82' |

| Nigèria          | 2–0      | Ruanda |
| ---------------- | -------- | ------ |
| Martins 55', 88' | (Report) |        |

| Algèria | 0–0      | Angola |
| ------- | -------- | ------ |
|         | (Report) |        |

| Ruanda                    | 3–1      | Gabon         |
| ------------------------- | -------- | ------------- |
| Saïd 4', 64' · Mulisa 27' | (Report) | T. Nguema 20' |

| Zimbàbue        | 1–1      | Algèria    |
| --------------- | -------- | ---------- |
| Raho 60' (p.p.) | (Report) | Cherrad 3' |

| Angola   | 1–0      | Nigèria |
| -------- | -------- | ------- |
| Akwá 84' | (Report) |         |

| Nigèria  | 1–0      | Algèria |
| -------- | -------- | ------- |
| Yobo 84' | (Report) |         |

| Ruanda | 0–2      | Zimbàbue                       |
| ------ | -------- | ------------------------------ |
|        | (Report) | P. Ndlovu 41' · Nengomasha 79' |

| Gabon                        | 2–2      | Angola                     |
| ---------------------------- | -------- | -------------------------- |
| Issiémou 44' · T. Nguema 49' | (Report) | Akwá 19' · Marco Paulo 81' |

| Zimbàbue | 0–3      | Nigèria                                          |
| -------- | -------- | ------------------------------------------------ |
|          | (Report) | Aghahowa 3' · Enakarhire 28' · Yakubu 48' (pen.) |

| Angola     | 1–0      | Ruanda |
| ---------- | -------- | ------ |
| Freddy 52' | (Report) |        |

| Algèria | 0–3      | Gabon                                      |
| ------- | -------- | ------------------------------------------ |
|         | (Report) | Aubameyang 56' · Akieremy 73' · Bito'o 84' |

| Ruanda  | 1–1      | Algèria      |
| ------- | -------- | ------------ |
| Saïd 9' | (Report) | Bourahli 14' |

| Gabon        | 1–1      | Nigèria    |
| ------------ | -------- | ---------- |
| Issiémou 29' | (Report) | Yakubu 50' |

| Angola     | 1–0      | Zimbàbue |
| ---------- | -------- | -------- |
| Flávio 53' | (Report) |          |

| Nigèria                 | 2–0      | Gabon |
| ----------------------- | -------- | ----- |
| Aghahowa 79' · Kanu 81' | (Report) |       |

| Zimbàbue                   | 2–0      | Angola |
| -------------------------- | -------- | ------ |
| Kaondera 59' · Benjani 73' | (Report) |        |

| Algèria       | 1–0      | Ruanda |
| ------------- | -------- | ------ |
| Boutabout 48' | (Report) |        |

| Zimbàbue      | 1–0      | Gabon |
| ------------- | -------- | ----- |
| P. Ndlovu 52' | (Report) |       |

| Angola                | 2–1      | Algèria       |
| --------------------- | -------- | ------------- |
| Flávio 50' · Akwá 58' | (Report) | Boutabout 63' |

| Ruanda     | 1–1      | Nigèria     |
| ---------- | -------- | ----------- |
| Gatete 53' | (Report) | Martins 78' |

| Gabon                                       | 3–0      | Ruanda |
| ------------------------------------------- | -------- | ------ |
| Djissikadie 10' · Londo 55' · T. Nguema 60' | (Report) |        |

| Nigèria   | 1–1      | Angola         |
| --------- | -------- | -------------- |
| Okocha 5' | (Report) | Figueiredo 60' |

| Algèria               | 2–2      | Zimbàbue                     |
| --------------------- | -------- | ---------------------------- |
| Yahia 17' · Daoud 48' | (Report) | Kaondera 33' · P. Ndlovu 87' |

| Angola                                                | 3–0      | Gabon |
| ----------------------------------------------------- | -------- | ----- |
| Nsi-Akoue 25' (p.p.) · Mantorras 44' · Zé Kalanga 89' | (Report) |       |

| Zimbàbue                                    | 3–1      | Ruanda              |
| ------------------------------------------- | -------- | ------------------- |
| Kaondera 4' · Benjani 43' · Rambanapasi 78' | (Report) | Makonese 30' (p.p.) |

| Algèria                   | 2–5      | Nigèria                                              |
| ------------------------- | -------- | ---------------------------------------------------- |
| Yacef 48' · Boutabout 58' | (Report) | Martins 20' (pen.), 88', 90' · Utaka 42' · Obodo 81' |

| Nigèria                                                                 | 5–1      | Zimbàbue    |
| ----------------------------------------------------------------------- | -------- | ----------- |
| Martins 35', 75' (pen.) · Yussuf 62' · Kanu 80' (pen.) · Odemwingie 89' | (Report) | Benjani 70' |

| Gabon | 0–0      | Algèria |
| ----- | -------- | ------- |
|       | (Report) |         |

| Ruanda | 0–1      | Angola   |
| ------ | -------- | -------- |
|        | (Report) | Akwá 79' |

## Grup 5

### Classificació
Error de Lua a Mòdul:Sports_table/sub a la línia 10: attempt to concatenate local 'text' (a nil value).

### Partits
| Malawi       | 1–1      | Marroc    |
| ------------ | -------- | --------- |
| Munthali 35' | (Report) | Safri 25' |

| Tunísia                                   | 4–1      | Botswana      |
| ----------------------------------------- | -------- | ------------- |
| Clayton 9' · Haggui 35' 79' · Zitouni 74' | (Report) | Selolwane 65' |

| Kenya                    | 2–1      | Guinea               |
| ------------------------ | -------- | -------------------- |
| Oliech 10' · Mukenya 61' | (Report) | Feindouno 19' (pen.) |

| Botswana                      | 2–0      | Malawi |
| ----------------------------- | -------- | ------ |
| Selolwane 7' · Gabolwelwe 25' | (Report) |        |

| Guinea          | 2–1      | Tunísia    |
| --------------- | -------- | ---------- |
| Diawara 12' 46' | (Report) | Braham 67' |

| Marroc                                    | 5–1      | Kenya      |
| ----------------------------------------- | -------- | ---------- |
| Zairi 12' 39' 90' · Diane 46' · Hadji 81' | (Report) | Otieno 93' |

| Malawi          | 1–1      | Guinea      |
| --------------- | -------- | ----------- |
| Mpinganjira 71' | (Report) | Diawara 80' |

| Botswana | 0–1      | Marroc       |
| -------- | -------- | ------------ |
|          | (Report) | Mokhtari 30' |

| Tunísia      | 1–0      | Kenya |
| ------------ | -------- | ----- |
| Guemamdia 2' | (Report) |       |

| Kenya                       | 3–2      | Malawi                           |
| --------------------------- | -------- | -------------------------------- |
| Barasa 21' 29' · Oliech 25' | (Report) | Munthali 41' · Mabedi 90' (pen.) |

| Marroc          | 1–1      | Tunísia    |
| --------------- | -------- | ---------- |
| El Karkouri 74' | (Report) | Santos 11' |

| Guinea                                                | 4–0      | Botswana |
| ----------------------------------------------------- | -------- | -------- |
| Feindouno 44' · Youla 54' · Diawara 60' · Mansaré 82' | (Report) |          |

| Malawi                         | 2–2      | Tunísia                    |
| ------------------------------ | -------- | -------------------------- |
| Mwafulirwa 19' · Chipatala 37' | (Report) | Jaziri 82' · Ghodhbane 89' |

| Botswana                      | 2–1      | Kenya     |
| ----------------------------- | -------- | --------- |
| Molwantwa 51' · Selolwane 58' | (Report) | Oliech 5' |

| Guinea      | 1–1      | Marroc     |
| ----------- | -------- | ---------- |
| Mansaré 50' | (Report) | Chamakh 5' |

| Kenya      | 1–0      | Botswana |
| ---------- | -------- | -------- |
| Oliech 44' | (Report) |          |

| Tunísia                                                                    | 7–0      | Malawi |
| -------------------------------------------------------------------------- | -------- | ------ |
| Guemamdia 3' · Santos 12' 52' 75' 77' · Clayton 60' (pen.) · Ghodhbane 80' | (Report) |        |

| Marroc    | 1–0      | Guinea |
| --------- | -------- | ------ |
| Hadji 62' | (Report) |        |

| Botswana       | 1–3      | Tunísia                           |
| -------------- | -------- | --------------------------------- |
| Gabonamong 12' | (Report) | Nafti 27' · Santos 43' · Abdy 78' |

| Marroc                                   | 4–1      | Malawi        |
| ---------------------------------------- | -------- | ------------- |
| Chamakh 16' · Hadji 21' 75' · Kharja 72' | (Report) | Chipatala 10' |

| Guinea          | 1–0      | Kenya |
| --------------- | -------- | ----- |
| S. Bangoura 68' | (Report) |       |

| Tunísia                         | 2–0      | Guinea |
| ------------------------------- | -------- | ------ |
| Clayton 36' (pen.) · Chedli 78' | (Report) |        |

| Malawi         | 1–3      | Botswana                                        |
| -------------- | -------- | ----------------------------------------------- |
| Mwafulirwa 48' | (Report) | Molwantwa 8' · Selolwane 40' · Motlhabankwe 88' |

| Kenya | 0–0      | Marroc |
| ----- | -------- | ------ |
|       | (Report) |        |

| Kenya | 0–2      | Tunísia                  |
| ----- | -------- | ------------------------ |
|       | (Report) | Guemamdia 2' · Jemâa 85' |

A causa del comportament rebel i de l'estampida que va matar una persona en el partit contra el Marroc, aquest partit es va jugar a porta tancada.
| Marroc          | 1–0      | Botswana |
| --------------- | -------- | -------- |
| El Karkouri 56' | (Report) |          |

| Guinea                                        | 3–1      | Malawi         |
| --------------------------------------------- | -------- | -------------- |
| Feindouno 12' · Diawara 36' · S. Bangoura 67' | (Report) | Mkandawire 37' |

| Malawi                           | 3–0      | Kenya |
| -------------------------------- | -------- | ----- |
| Zakazaka 6' · Mkandawire 49' 61' | (Report) |       |

| Botswana      | 1–2      | Guinea              |
| ------------- | -------- | ------------------- |
| Molwantwa 35' | (Report) | O. Bangoura 73' 76' |

| Tunísia                         | 2–2      | Marroc                       |
| ------------------------------- | -------- | ---------------------------- |
| Clayton 18' (pen.) · Chedli 69' | (Report) | Chamakh 3' · El Karkouri 42' |